# Verbascum berytheum
Verbascum berytheum är en flenörtsväxtart som beskrevs av Pierre Edmond Boissier. Verbascum berytheum ingår i släktet kungsljus, och familjen flenörtsväxter. Inga underarter finns listade i Catalogue of Life.